# МПК-228 Башкортостан
МПК-228 «Башкортостан» — малый противолодочный корабль проекта 1331М. Заложен на стапеле судостроительной верфи Peene-Werft в Вольгасте 20 ноября 1987 года по заказу СССР. Спущен на воду 31 октября 1988 года.

## История
26 сентября 1989 года корабль вошёл в состав Балтийского флота. После распада Советского Союза 26 июля 1992 года сменил Военно-морской флаг СССР на Андреевский. Со 2 сентября 1999 года носил название «Башкортостан» в честь шефствующей над ним Республики Башкортостан. В апреле 2005 года экипажу корабля в Балтийск из Башкирии доставлено 20 тонн подарков. Был списан в мае 2010 года.
Порезан на металл в ноябре 2015 года.

### Авария 7 февраля 2007 года
7 февраля 2007 года на борту корабля в Балтийске произошёл пожар, начавшийся в помещении кладовой сухой провизии из-за короткого замыкания в нештатной электропроводке. Пожар высшей категории сложности тушили 13 пожарных машин и пожарный катер Балтийского флота. В результате возгорания пострадала носовая надстройка корабля.

## Фотографии
- «Башкортостан» на параде по случаю 300-летия Балтийского флота. Июль 2000 года.
- Июнь 2002 года.
- Списанный «Башкортостан». Ноябрь 2010 года
- Галерея. После пожара.

## Интересные факты
- Заводской номер — № 383. Бортовой номер — № 244.
- Большинство проходивших службу на корабле — уроженцы Башкортостана.